# Леонтьевка (Павлодарская область)
Леонтьевка (каз. Леонтьевка) — упразднённое село в Павлодарском районе Павлодарской области Казахстана. Входило в состав Леонтьевского сельского округа. Ликвидировано в ? годы.

## История
Село Леонтьевка основано в 1914 г. русскими крестьянами в урочище Шункырколь Рождественской волости. В 1921 г. — центр Леонтьевского сельского округа.